# Истрин, Виктор Александрович
Виктор Александрович Истрин (23 ноября 1906, Варшава — 30 мая 1967, Москва) — советский литературовед, доктор филологических наук (1963), профессор МГУ.

## Биография
Окончил в 1931 году факультет литературы и искусства МГУ. Кандидатская диссертация Истрина В. А. "История и основы стандартизации форматов бумаги и печатных изданий" (1944) положила начало научной разработки стандартизации в области издательского дела и полиграфической промышленности. В 1931—1965 годах руководил лабораторией во Всесоюзном научно-исследовательском институте полиграфической промышленности. С 1934 года одновременно с научной работой занимался преподавательской деятельностью. В 1965—1967 годах заведовал кафедрой книжного дела и библиографии в Московском полиграфическом институте.
Труд Истрина «Возникновение и развитие письма» (1961) обобщал известные к его времени сведения о развитии письменности. Взгляды Истрина на развитие письма имели много общего с взглядами И. Е. Гельба. В этой работе, а также более подробно в книге «1100 лет славянской азбуки» Истрин изложил гипотезу, что Кирилл и Мефодий были авторами не глаголицы, а кириллицы.
В начале 1960-х годов Истрин продолжил намеченную Д. С. Лихачёвым тему многоалфавитности восточных славян. Позиция советской науки по вопросу о начальном этапе славянской письменности в наиболее развёрнутом виде отражена в главе «Возникновение и развитие славяно-русского письма» монографии Истрина «Возникновение и развитие письма». Согласно Истрину, докирилловское славянское письмо было трёх видов, первые два из которых он считал несомненно существовашими. Задолго до образования связей славян с Византией они обладали местными разновидностями первоначального письма наподобие упоминаемых черноризцем Храбром «черт и резов». Он называет это письмо пиктографическим, пиктографически-тамговым, счётным, счётно-тамговым, счётно-тамговым с зачаточными элементами логографии, несмотря на то, что по черноризцу Храбру, черты и резы — не письмо, а знаки, по которым до возникновния букв считали и гадали. Истрин писал и о протокирилловском письме. Письмо типа «черт и резов» являлось непригодным для богослужебных текстов, договоров и других документов. Для этих целей славяне, по Истрину, до принятия христианства и до введения азбуки, созданной Кириллом, пользовались греческими и латинскими буквами, о чём и писал Храбр. Третья разновидность Истрина — гипотетическое «протоглаголическое» письмо. Он сообщает о возрожденной в 1940—1950-х годах «протоглаголической» гипотезе применительно к восточным славянам в работах П. Я. Черных, Н. А. Константинова, Е. М. Эпштейна и других советских исследователей.
В 1950-е годы исследователи предприняли несколько попыток «реконструировать» «протоглаголический» алфавит. Одна из них была проведена Н. А. Константинова на основе «причерноморских знаков», которые он «собирал» на каменных плитах, надгробъях, черепицах и амфорах в Херсонесе, Керчи, Ольвии. В 1957 году И. А. Фигуровский осуществил «реконструкцию» «протоглаголицы» на основе знаков с русских пряслиц и других ремесленных изделий и бытовых предметов, с территории России, относящихся к VIII—XVI векам. Основу «реконструкции» составила глаголица, лишённая петель. Попытка потерпела неудачу, поскольку ни одна буквы глаголицы не напоминает знаки на бытовых предметах. Истрин отозвался об этой работе негативно. В начале 1960-х годов Н. В. Энговатов также неудачно попытался воссоздать «протоглаголицу» на основе «загадочных» знаков, которые встречаются в кирилловских надписях на монетах русских князей XI века. После публикаций по данной теме Н. А. Константинова, И. А. Фигуровского, П. Я. Черных и др. получила распространение гипотеза, согласно которой глаголица происходит из «протоглаголического» дохристианского восточнославянского письма. Его истоки предполагалось найти в Причерноморье.
Первой эту гипотезу опровергла Е. Э. Гранстрем, в 1955 году писавшая, что хотя ряд советских учёных, по её мнению, доказали самобытное появление русской государственности, древнерусского литературного языка и древнерусской литературы, однако «попытки изобразить глаголицу как самобытное древнерусское или скифское письмо основаны только на внешнем, подчас случайном сходстве отдельных глаголических букв с так называемыми загадочными знаками Причерноморья». Истрин признал неудачность реконструкций, но не отказался от идеи «протоглаголического» письма, завершал обзор предполагаемых типов восточнославянского письма тезисом о многоалфавитности и писал о возможности существования не только двух-трёх видов письма, но и местных разновидностей. Истрин утверждал, что Кириллом была создана кириллица, а не глаголица, освобождая, таким образом, глаголицу для своих гипотез о происхождении из восточнославянского «протоглаголического» письма, которое он производил из «черт и резов», несмотря на то, что глаголица, содержащая петли и окружности у большинства знаков, не похожа похожа на черты и резы. Комментируя вопрос о книгах, найденных Кириллом в Херсонесе и написанных «русскими письменами», Истрин допускал, что эти книги могли быть написаны «протоглаголическим» письмом, которое появилось из «черт и резов».

## Основные труды
- «Развитие письма» (1961)
- «1100 лет славянской азбуки» (1963, переиздана в 1982, 1988 годах.)
- «Возникновение и развитие письма» (1965, переиздана в 2014 году)